# North Lincolnshire
North Lincolnshire este o Autoritate Unitară în regiunea Yorkshire and the Humber. 

## Orașe în cadrul districtului
- Barton-upon-Humber;
- Brigg;
- Crowle;
- Epworth;
- Scunthorpe;

1. ↑   https://ons.maps.arcgis.com/home/item.html?id=a79de233ad254a6d9f76298e666abb2b Lipsește sau este vid: |title= (ajutor)